# Talas (ort)
Talas (kirgiziska: Талас, ryska: Талас) är en stad som utgör huvudort i provinsen Talas i nordvästra Kirgizistan. Staden ligger ca 200 kilometer väster om huvudstaden Bisjkek. Talas ligger 1 238 meter över havet och antalet invånare är 35 172.
Terrängen runt Talas är varierad. Runt Talas är det glesbefolkat, med 8 invånare per kvadratkilometer. Det finns inga andra samhällen i närheten. Trakten runt Talas består i huvudsak av gräsmarker.